# Storvarden (Tandövala)

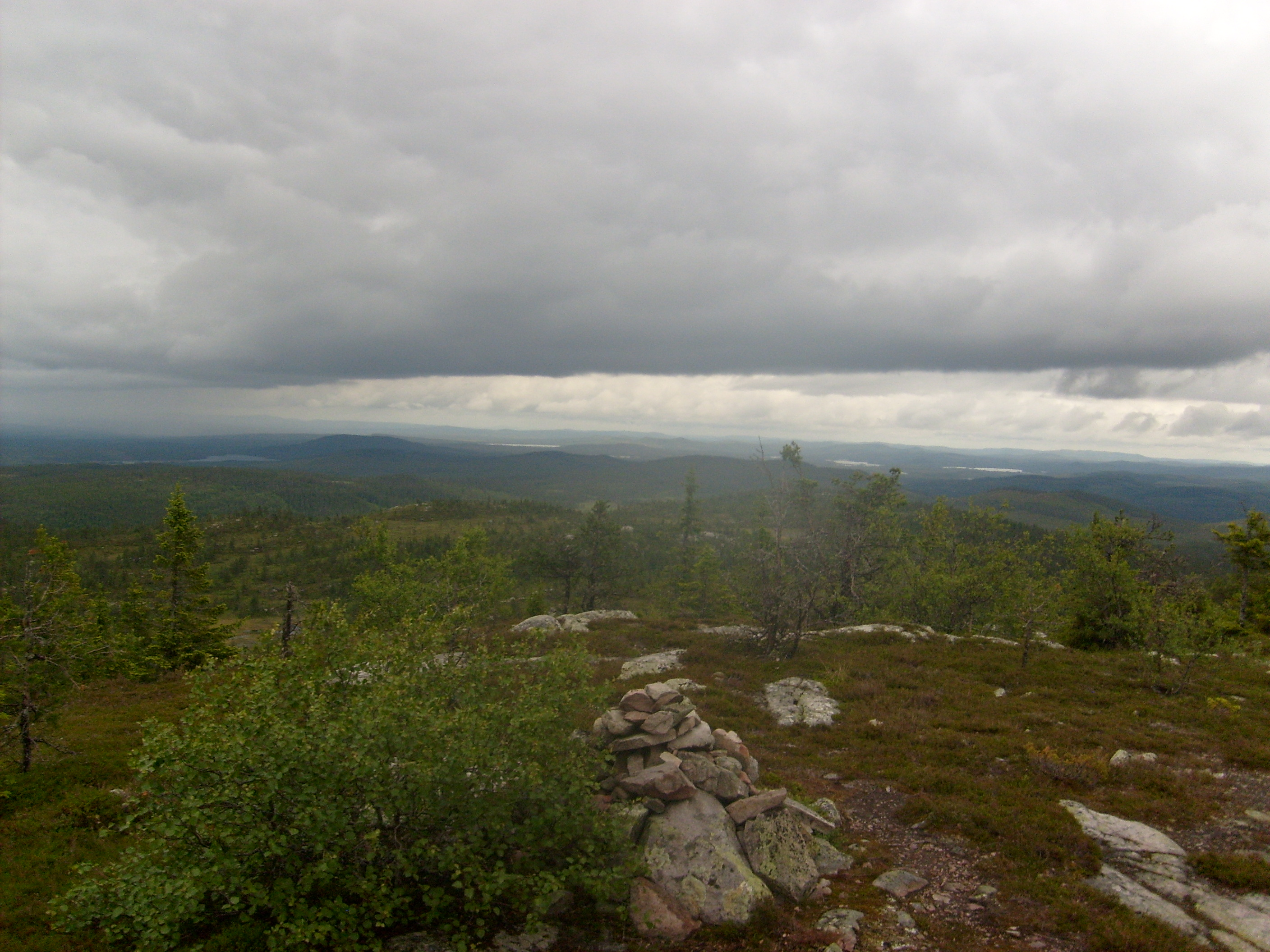
Vy mot väster från Storvarden.

Storvarden är en förhållandevis liten bergstopp som sticker upp ur skogen i naturreservatet Tandövala i Malung-Sälens kommun, Dalarnas län (Dalarna). Höjden av Storvarden är 775 meter över havet. Storvarden är utsatt på Terrängkartan Malung 13D NV.